# Knud Larsen (politiker, 1817-1890)
 For alternative betydninger, se Knud Larsen. (Se også artikler, som begynder med Knud Larsen)
Knud Peter Christian Larsen (født 25. maj 1817 i Jerslev ved Brønderslev, død 20. december 1890) var en dansk gårdmand og politiker.
Larsen var søn af gårdmand Lars Knudsen. Han lærte landbrug og arvede i 1847 sin afdøde fars gård. Larsen solgte gården i 1873. Han var senere indsidder og døde fattig i 1890.
Han stillede op til folketingsvalget 1852 i Hjørring Amts 4. valgkreds (Vrejlevkredsen) men tabte valget til Hans Qvistgaard. Larsen forsøgte igen ved valget 26. februar 1853 hvor han lykkedes ham at blive valgt. Han blev genvalgt ved alle folketingsvalg frem til valget 4. juni 1866 hvor han kun fik 47 stemmer mod 1262 stemmer til Peder Chr. Thomsen. Baggrunden var at han havde støttet den gennemsete grundlov som var upopulær blandt egnens bønder. Han prøvede igen at stille op i 1869 og 1872. I 1869 trak han sig inden afstemningen og i 1872 fik han kun 8 stemmer.
Larsen var også valgt til Rigsrådets Folketing i Vrejlevkredsen i 1864 og 1865.